# Ebrachosuchus
Ebrachosuchus is een geslacht van uitgestorven basale phytosauriërs bekend uit het Laat-Trias (Laat-Carnien) van Beieren, Zuid-Duitsland. Het is alleen bekend van het holotype BSPG 1931 X 501, een complete schedel die beide onderkaken mist. Het werd verzameld in de Ebrach-steengroeve, bed nummer 9 van de Blasensandstein-afzetting van de Hassberge-formatie uit het Laat-Carnien. Het werd voor het eerst benoemd in 1936 door Oskar Kuhn en de typesoort is Ebrachosuchus neukami. De soortaanduiding eert de ontdekker Aquilin Neukam.
Hunt en Lucas (1991) verwezen ten onrechte naar Francosuchus angustifrons als Ebrachosuchus angustifrons en beschouwden het en de andere twee Francosuchus-soorten Francosuchus broilii en Francosuchus latus als synoniemen van Ebrachosuchus neukami. Bovendien hebben ze de soort opnieuw toegewezen aan Paleorhinus en Ebrachosuchus synoniem gemaakt met de eerste. Latere onderzoeken accepteerden deze verwijzing. Meer recentelijk bleek uit een fylogenetische analyse dat Ebrachosuchus neukami nauwer verwant was aan de Mystriosuchinae dan aan Paleorhinus en dus werd het geslacht Ebrachosuchus opnieuw geldig geacht, terwijl Francosuchus angustifrons opnieuw werd toegewezen als Paleorhinus angustifrons omdat het synapomorfieën deelt met de typesoort van Paleorhinus (Paleorhinus bransoni) en bleek zijn zustertaxon te zijn. Francosuchus broilii en Francosuchus latus werden ook verwijderd uit Ebrachosuchus neukami, omdat ze nomina dubia bleken te zijn.